# 2812 Scaltriti
2812 Scaltriti è un asteroide della fascia principale. Scoperto nel 1981, presenta un'orbita caratterizzata da un semiasse maggiore pari a 2,2244506 UA e da un'eccentricità di 0,0910127, inclinata di 6,81923° rispetto all'eclittica.